# Одилов, Тешабой
Тешабой Одилов (в некоторых источниках фамилия указана как «Адилов» или даже «Адылов») — снайпер 65-го стрелкового полка 43-й дивизии 55-й армии Ленинградского фронта. Подтверждённый боевой счёт — 114 убитых фашистов. Награждён Орденом Ленина, который вручил ему лично член Военного совета А. А. Жданов.

## Биография
Родился в 1918 году в кишлаке Хушьер (Ферганская долина). По национальности таджик. Окончил 8 классов, позднее работал учителем в Фергане. Призывался в армию 1939 году, участвовал в освобождении Западной Белоруссии. Начало Великой Отечественной войны встретил под Выборгом. Первоначально воевал в 638-м стрелковом полку 115-й дивизии, но после ранения осенью 1941 года из госпиталя был направлен уже 43-ю дивизию.
Прославился в боях на Невском пятачке. Там, уже имея на счету около сотни убитых гитлеровцев (в их числе — не менее 4 снайперов противника) был ранен и направлен в школу снайперов 55-й армии в качестве заместителя начальника. В школе лично подготовил не менее 25 успешных снайперов.
После прорыва блокады Ленинграда участвовал в боях за освобождение территории от Гатчины до Риги. Войну закончил 10 мая 1945 года на территории Латвии. Демобилизован в 1947 году. После возвращения на родину закончил педагогический институт и многие годы работал директором школы. Умер в 1998 году на своей родине Хушяр.

## Награды
- Орден Ленина
- медали

## Память
Память Тешабоя Одилова увековечена как на его родине в кишлаке Хушьяр, так и в Таджикистане и России. О его подвигах сообщалось во многих историко-литературных очерках и газетах как во время войны, так и позднее, в материалах под заголовками: «Бить врага по-одиловски», «Мой учитель», «Спас командира», «Подвиг» — о воинах-таджикистанцах в годы войны под Ленинградом.